# Galičica (Gornji Vakuf-Uskoplje)
Galičica es una población rural de la municipalidad de Gornji Vakuf-Uskoplje, en Bosnia y Herzegovina.

## Demografía
Hasta 1991 la población era de 43 habitantes.